# František Votruba
František Votruba (13. dubna 1880, Hrachov – 18. listopadu 1953, Bratislava) byl československý básník, literární kritik, novinář a politik působící na Slovensku, horlivý propagátor česko-slovenské vzájemnosti, meziválečný poslanec Revolučního národního shromáždění.

## Biografie
Pocházel z jižních Čech. Poté, co mu zemřeli rodiče, pobýval na statku u své tety. Studoval gymnázium v Táboře, ale školu z finančních důvodů nedokončil. Vyučil se knihkupcem. Začal se potom zabývat novinářskou a literární činnosti v Praze. Na popud svého spolužáka se naučil slovensky, začal se zajímat o tamní kulturu i lid a stal se slovakofilem, názorově spřízněným zejména s hnutím hlasistů, s jejichž myšlenkami seznamoval i českou veřejnost.
Roku 1902 odešel na Slovensko (tehdy součást Uher), kde působil jako redaktor, literární kritik a historik. Byl vydavatelem řady periodik. Byl členem redakce čaopisů Dennica a Prúdy, redaktorem listu Slovenský denník (1919–1923). S manželkou Štefanou vydával v období let 1918–1929 dětský časopis Oříšky. Byl rovněž básníkem; pod pseudonymem Andrej Klas publikoval básně ve stylu impresionismu a symbolismu, které posmrtně vyšly ve výboru Tiché akordy (1980). Zabýval se i překlady z němčiny, polštiny, ruštiny, ukrajinštiny či lužické srbštiny. Uvádí se také jako osobnost spojená s periodiky Slovenská politika, Slovenský svet a Slovenský týždenník. Patřil do generace mladých tvůrců soustředěné okolo listu Prúdy. Byl propagátorem moderny. Podílel se na Zborníku slovenskej mládeže (1909) a odmítal starší tvorbu reprezentovanou například Svetozárem Hurbanem-Vajanským.
V letech 1918–1920 zasedal v československém Revolučním národním shromáždění za slovenský klub (slovenští poslanci se tehdy ještě nedělili podle stranických frakcí). Mandátu se vzdal v lednu 1920. Profesí byl redaktorem.
Za okleštěné Druhé republiky byl ze Slovenska spolu s tisíci jiných Čechů vyhnán. Druhou světovou válku strávil v Protektorátě, po válce se však opět vrátil na Slovensko. V roce 1950 mu Univerzita Komenského v Bratislavě udělila čestný doktorát. Od roku 1951 pracoval v Ústavu slovenské literatury Slovenské akademie věd. V roce 1953 získal jako první v SAV titul akademika.